# Takydromus hani
Takydromus hani (довгохвостка аннамська) — вид ящірок родини ящіркових (Lacertidae). Мешкає в Індокитаї. Вид названий на честь тайваньського архітектора Ханя Паоде.

## Поширення і екологія
Аннамські довгохвостки мешкають в Аннамських горах на кордоні Лаосу і В'єтнаму. Вони живуть в субтропічних лісах, на висоті від 200 до 1450 м над рівнем моря. Відкладають яйця.